# Rangregemente
Rangregemente var ett regemente i Sverige som åtnjöt högre status än andra.
I svenska armén åtnjöt intill år 1870 officerarna vid de vanligen s. k. rangregementena - samt generalstabsofficerare, då de tjänstgjorde som sådana, rang framför officerare vid den övriga armén på det sätt, att en officer vid rangregementet tog befäl framför alla officerare inom samma grad vid de truppdelar, som icke åtnjöt rang.
Följande enheter klassades som rangregementen:
- Gardesregementena: Svea livgarde, Andra livgardet, Finska gardesregementet, Livgardet till häst
- Livregementets kårer: Livregementets dragonkår, Livregementets husarkår, Livregementets grenadjärkår
- Artilleriet: Svea artilleriregemente, Göta artilleriregemente, Wendes artilleriregemente, Finska artilleriregementet
- Topografiska kåren
- Fortifikationen